# Опанчарска чесма (Ужице)
Опанчарска чесма задужбина је Опанчарског еснафа у Ужицу подигнута 1896. године. Налази се на самом крају Малог парка окренута према главној улици.

## Опанчарски еснаф
Опанчарски еснаф у Ужицу настао је 1853. године. Био је један од финансијски најјачих еснафа у Ужицу 1882. године, одмах иза Механџијско - пекарског. Први ужички опанчар био је Јово Цвијовић, који се овим занатом почео бавити средином 19. века, а последњи Милија Ћитић.

## Историјат
Опанчарска чесма подигнута је 1896. године на Карађорђевој пијаци, а међу грађанством је била позната и као чесма на Старој пијаци. Александар Стојковић у свом извештају наводи да се ова чесма налази под редним бројем 19, а да јој је извор под имањем Мојсила Михајловића, на сред Царинског потока. Вода даље одатле пролази до школе на Липи, после ка цркви и одатле на пијацу. Када је изграђен Трг партизана, чесма је премештена испред Градске кафане на тргу 1961. године, а 1983. године враћена је на место где се данас налази. 

## Изглед чесме
Направљена је од клесаног камена четвртастог облика. На врху је метални пирамидални украс. С предње стране, у доњем делу је лавља глава из чијих чељусти истиче вода. Изнад места где истиче вода је кружно уклесан натпис Опанчарски еснаф и еснафски симбол – опанак.

### Натписи на чесми
Изнад места где истиче вода стоји уклесано:
ОПАНЧАРСКИ ЕСНАФ
Између тих речи је, такође у камену, уклесан:
ОПАНАК
Са десне стране:
СВОЈОЈ ОПШТИНИ
а на страни супротној од истока воде:
УЖИЦЕ
Са леве стране се налази:
1896